# Liste der Monuments historiques in Saint-Sauvant (Charente-Maritime)
Die Liste der Monuments historiques in Saint-Sauvant (Charente-Maritime) führt die Monuments historiques in der französischen Gemeinde Saint-Sauvant auf.

## Liste der Bauwerke
| Bezeichnung       | Beschreibung | Standort                | Kennzeichnung | Schutzstatus | Datum | Bild           |
| ----------------- | ------------ | ----------------------- | ------------- | ------------ | ----- | -------------- |
| Kirche St-Sylvain |              | Rue de la Raison (Lage) | PA00105229    | Classé       | 1914  | weitere Bilder |
| Turm              |              | (Lage)                  | PA00105230    | Classé       | 1914  | weitere Bilder |

## Liste der Objekte
| Bezeichnung              | Beschreibung          | Standort                        | Kennzeichnung | Schutzstatus | Datum | Bild |
| ------------------------ | --------------------- | ------------------------------- | ------------- | ------------ | ----- | ---- |
| Baldachin über dem Altar | Holz, 18. Jahrhundert | in der Kirche St-Sylvain (Lage) | PM17000451    | Classé       | 1973  |      |